# Gimmeldingen
Gimmeldingen, das als Winzerdorf seit 1935 den Namenszusatz „an der Weinstraße“ trug, wurde 1969 als Ortsteil in die drei Kilometer südlich gelegene kreisfreie Stadt Neustadt an der Weinstraße (Rheinland-Pfalz) eingemeindet. Heute zählt es mehr als 2000 Einwohner.

## Geographie

### Lage
Der Ortskern gruppiert sich auf einer Höhe von 152 bis 230 m um die protestantische Pfarrkirche und das ehemalige Rathaus (jeweils 183 m) auf einem Hügel an der Deutschen Weinstraße in der Vorderpfalz am westlichen Rand der Oberrheinischen Tiefebene. In die südlich des Hügels gelegene Talaue des Mußbachs hat sich Gimmeldingen ebenso ausgebreitet wie nach Südwesten und Nordwesten in die Hanglagen der Haardt, die den Ostrand des Pfälzerwalds bildet.

### Nachbarorte
Nachbarorte sind im Süden die Kernstadt von Neustadt sowie im Südwesten, Norden bzw. Osten die Neustadter Ortsteile Haardt, Königsbach und Mußbach. Westlich, innerhalb des Pfälzerwalds, grenzt die Gemarkung von Lindenberg an.
Gimmeldingen wuchs schon im 19. Jahrhundert mit dem östlichen Nachbarort Mußbach zusammen und besaß mit ihm eine auf 500 m gemeinsame Straße, welche eine ungewöhnliche Grenze bildete: Die Häuser auf der Nordseite gehörten als „Mußbacher Straße“ zu Gimmeldingen, diejenigen auf der Südseite als „Gimmeldinger Straße“ zu Mußbach. Die Straßenfläche lag vollständig auf der Gemarkung Mußbachs, das die Straße auch zu unterhalten hatte. Seit der Eingemeindung beider Orte nach Neustadt im Jahr 1969 heißt die gemeinsame Ader einheitlich „Kurpfalzstraße“, die unsichtbaren Gemarkungsgrenzen existieren allerdings weiterhin.

### Erhebungen und Gewässer

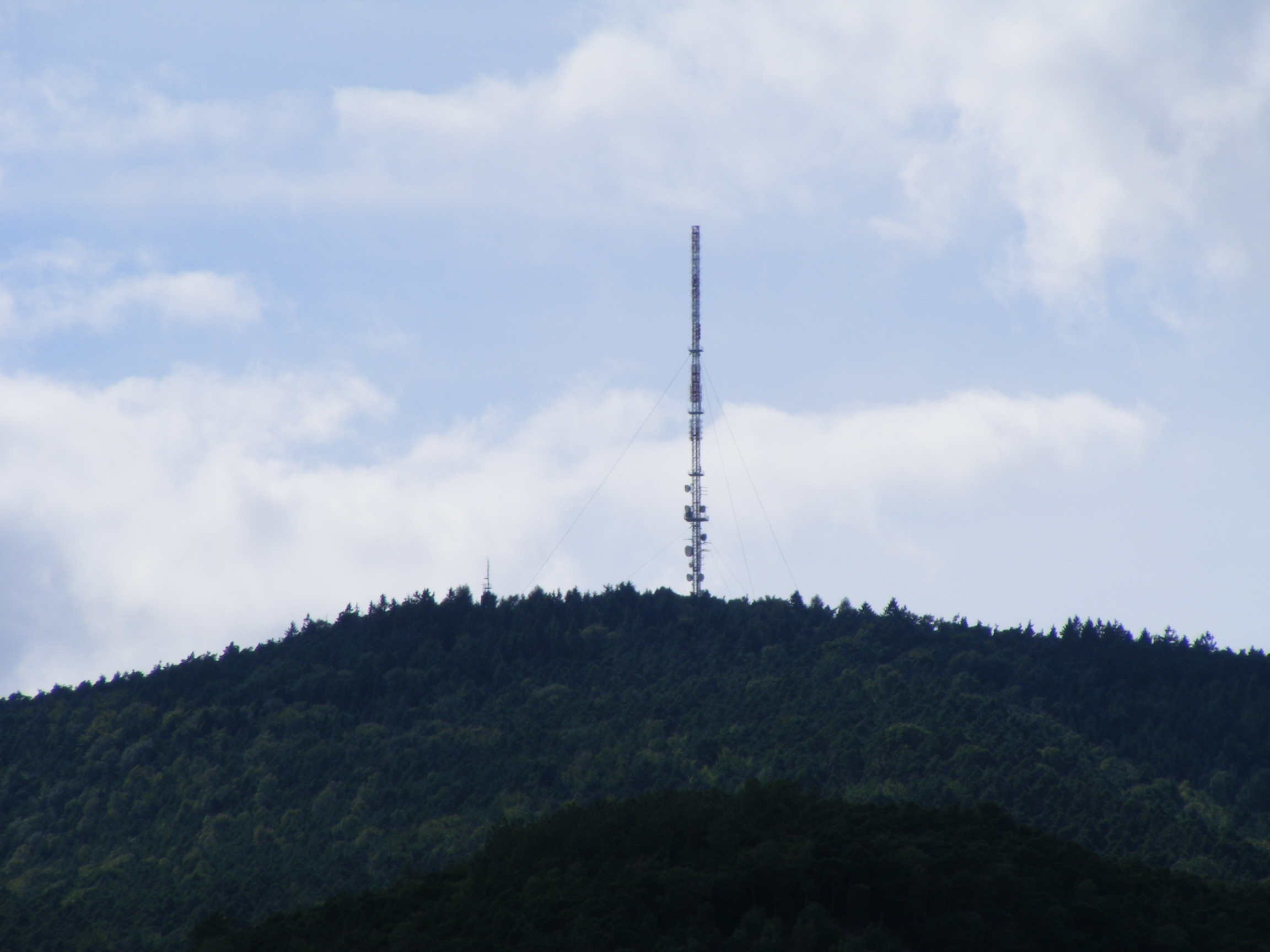
Das Weinbiet

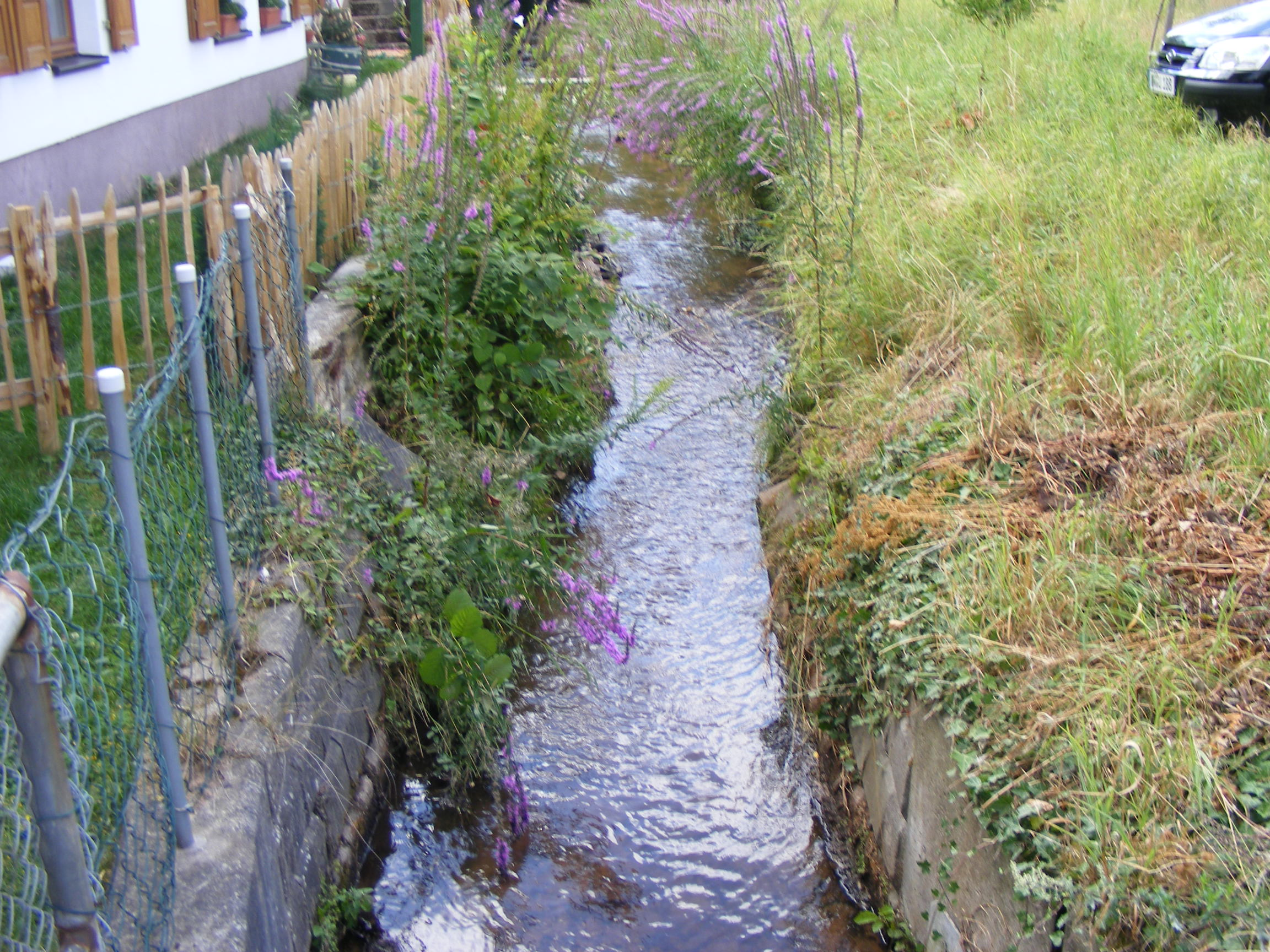
Der Mußbach beim Übertritt von Gimmeldingen zum Nachbarort Mußbach

Westlich des Ortes erhebt sich das Weinbiet (554 m) mit seinem Ostläufer Nebelberg (327 m), östlich erstreckt sich ein Vorhügel des Mittelgebirges, der 194 m hohe Kieselberg.
Der knapp 12 km lange Mußbach nimmt im Gimmeldinger Tal das Wasser der Loogquelle sowie der Neumühlquelle auf und fließt dann von West nach Ost durch die Wohngebiete von Gimmeldingen und Mußbach. 2 km südöstlich des letztgenannten Ortsbezirks mündet er in den Rehbach, den nördlichen Mündungsarm des Speyerbachs.

### Klima
Die Lage des Ortes in der Vorderpfalz, die Teil der von Mittelgebirgen umgebenen Oberrheinischen Tiefebene ist, bedingt ein mildes Klima. Die Temperaturen betragen im Jahresmittel etwa 10 °C, im Winter 0 °C und im Sommer 20 °C. Im Lee des Weinbiets am Ostrand des Pfälzerwalds beläuft sich der durchschnittliche Jahresniederschlag auf weniger als 500 mm; damit liegt Gimmeldingen in einer der niederschlagsärmsten Gegenden Deutschlands.

## Geschichte
Im Mittelalter lag südöstlich in der Niederung des Mußbachs das kleine Dorf Lobloch, das 1751 in Gimmeldingen aufging. Inzwischen ist es so eng mit dem Hauptort verschmolzen, dass eine optische Trennung nicht mehr möglich ist. Bis zum Ende des 18. Jahrhunderts gehörte Gimmeldingen zur Kurpfalz.
Von 1798 bis 1814, als während der Koalitionskriege die Pfalz Teil der Französischen Republik (bis 1804) und anschließend des Napoleonischen Kaiserreichs war, war Gimmeldingen und Lobloch – so die damalige Bezeichnung – in den Kanton Neustadt (Donnersberg) eingegliedert und besaß eine eigene Mairie. 1815 wurde der Ort Österreich zugeschlagen, bereits ein Jahr später wechselte er wie die gesamte bayerische Pfalz in das Königreich Bayern. Von 1817 bis 1862 gehörte die Gemeinde dem Landkommissariat Neustadt an; aus diesem ging das Bezirksamt Neustadt hervor. 1860 erhielt Gimmeldingen durch das Königreich Bayern den amtlichen Doppelnamen Gimmeldingen-Lobloch.
Ab 1939 war die Gemeinde Bestandteil des Landkreises Neustadt an der Weinstraße. Nach dem Zweiten Weltkrieg wurde der Ort innerhalb der französischen Besatzungszone Teil des Regierungsbezirks Pfalz im damals neu gebildeten Land Rheinland-Pfalz. Am 27. November 1952 wurde der Gemeindename in Gimmeldingen abgeändert. Der Name des ehemaligen Dorfes Lobloch ist nur noch in den Namen der Loblocher Straße, des Loblocher Schlössels und eines lokalen Weinfestes (→ Abschnitt Feste) enthalten. Im Zuge der ersten rheinland-pfälzischen Verwaltungsreform wurde Gimmeldingen am 7. Juni 1969 in die kreisfreie Stadt Neustadt an der Weinstraße eingemeindet.

## Bevölkerung

### Einwohnerentwicklung
1815 hatte der Ort insgesamt 1168 Einwohner. Gimmeldingen gewinnt immer mehr Bedeutung als Wohnvorort von Neustadt. Zur Zeit der Eingemeindung 1969 hatte es knapp 2000 Einwohner, aufgrund der Ausweitung der Wohnbebauung vor allem in die süd- und nordwestlichen Hanglagen stieg die Zahl zwischenzeitlich auf über 2600. Im Juni 2011 hatte Gimmeldingen 2643, im Januar 2012 dann 2426 Einwohner.

### Religion

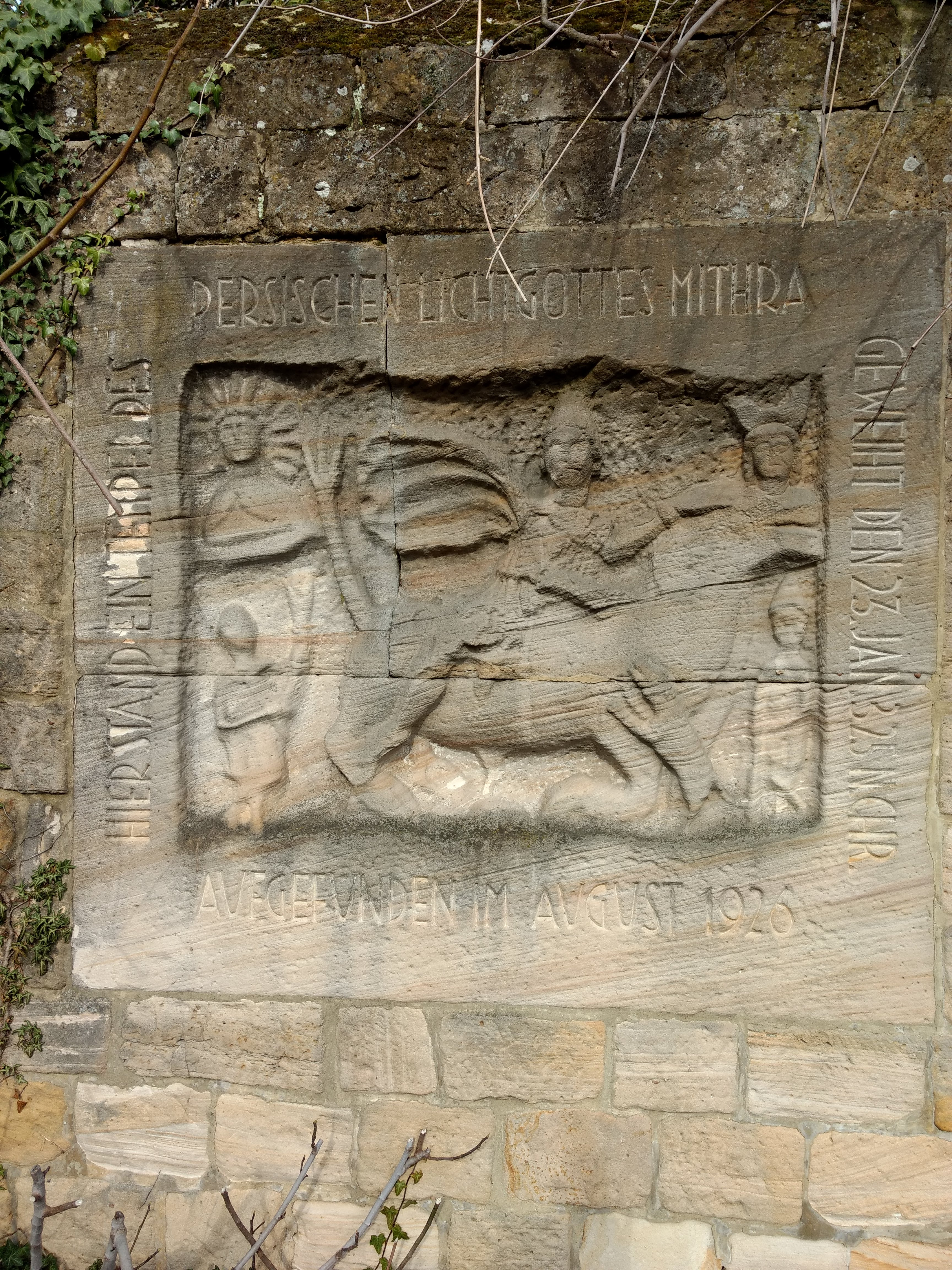
Das Mithras-Reliefbild

Die Nikolauskirche war auf dem Areal eines Mithras-Heiligtums aus der Römerzeit errichtet worden. 325 n. Chr. hatte der Römer Materninius Faustinus den Tempel zu Ehren des aus dem Perserreich übernommenen Gottes Mithras erbauen lassen. Bei Bauarbeiten 1926 wurden die Grundmauern und ein steinernes Reliefbild gefunden. Dessen Original befindet sich im Historischen Museum der Pfalz zu Speyer, eine Nachbildung ist in eine Begrenzungsmauer ein Stück links vom Kircheneingang eingelassen.
Bereits 1472 ist in Gimmeldingen eine religiöse Winzerbruderschaft zu Ehren Unserer Lieben Frau urkundlich belegt. Sie wurde am 10. Januar 1472 vom Speyerer Generalvikar Peter vom Stein kanonisch anerkannt sowie mit Ablässen für ihre Mitglieder ausgestattet.
Im Kloster Hildenbrandseck, auf Gimmeldinger Gemarkung am südöstlichen Ortsrand von Königsbach gelegen, befand sich von 1956 bis 2004 das Mutterhaus der katholischen Hildegardis-Schwestern. Weil der Nachwuchs an Novizinnen ausblieb, wurde das Anwesen an das Betreiberunternehmen einer Klinik für Plastische Chirurgie verkauft.

## Politik

### Ortsbeirat
Für den Stadtteil Gimmeldingen wurde ein Ortsbezirk gebildet. Dem Ortsbeirat gehören 13 Beiratsmitglieder an, den Vorsitz im Ortsbeirat führt der direkt gewählte Ortsvorsteher.
Zur Zusammensetzung des Ortsbeirats siehe die Ergebnisse der Kommunalwahlen in Neustadt an der Weinstraße.

### Ortsvorsteher
Jens Wacker (SPD) wurde am 2. Juli 2024 Ortsvorsteher von Gimmeldingen. Bei der Direktwahl am 9. Juni 2024 war er als einziger Bewerber mit einem Stimmenanteil von 81,9 % für fünf Jahre gewählt worden.
Wackers Vorgängerin Claudia Albrecht (CDU) hatte das Amt zehn Jahre inne und kandidierte 2024 nicht erneut als Ortsvorsteherin.

### Wappen
| Wappen von Gimmeldingen | Blasonierung: „Von Schwarz und Silber gespalten, rechts ein linksgewendeter rotbewehrter, -bezungter und -bekrönter goldener Löwe, links ein schwarzer Rost.“ |
| Wappen von Gimmeldingen | |

## Sehenswürdigkeiten und Kultur

### Kulturdenkmäler

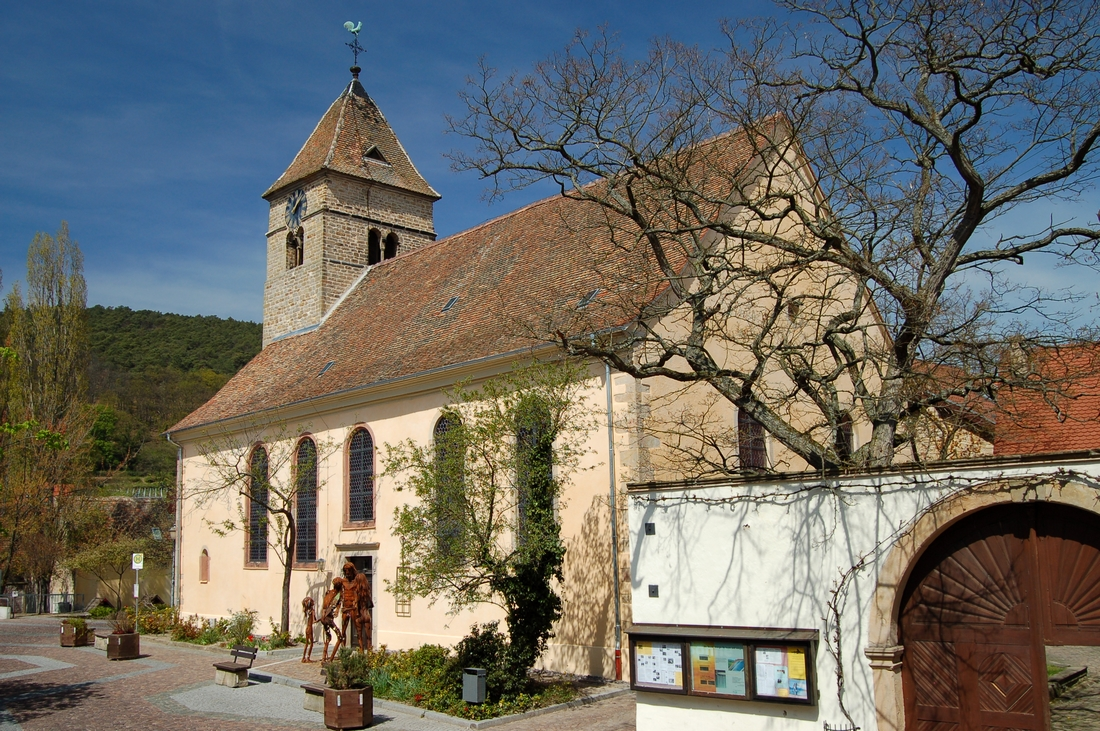
Protestantische Laurentiuskirche
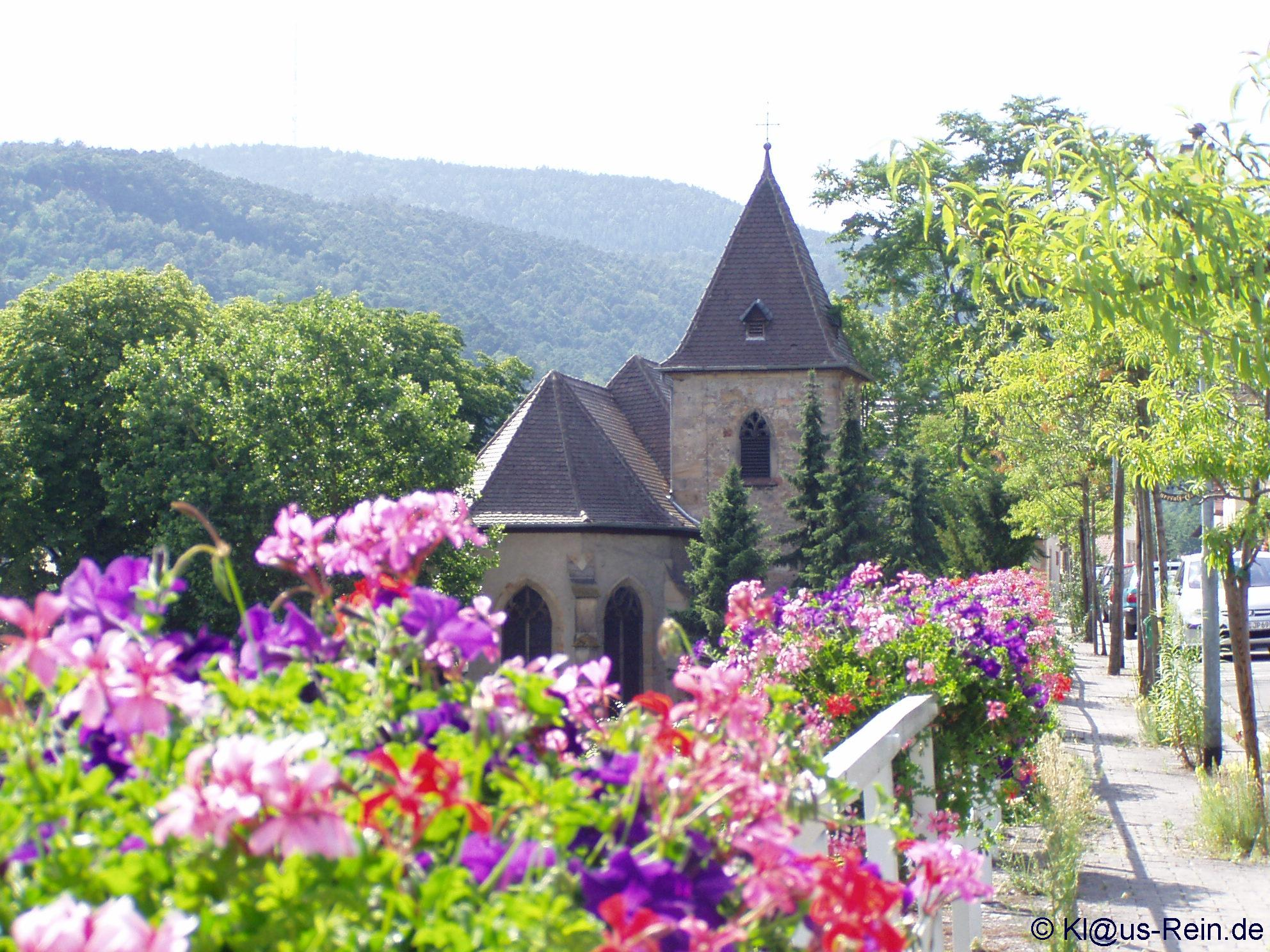
Katholische Nikolauskirche
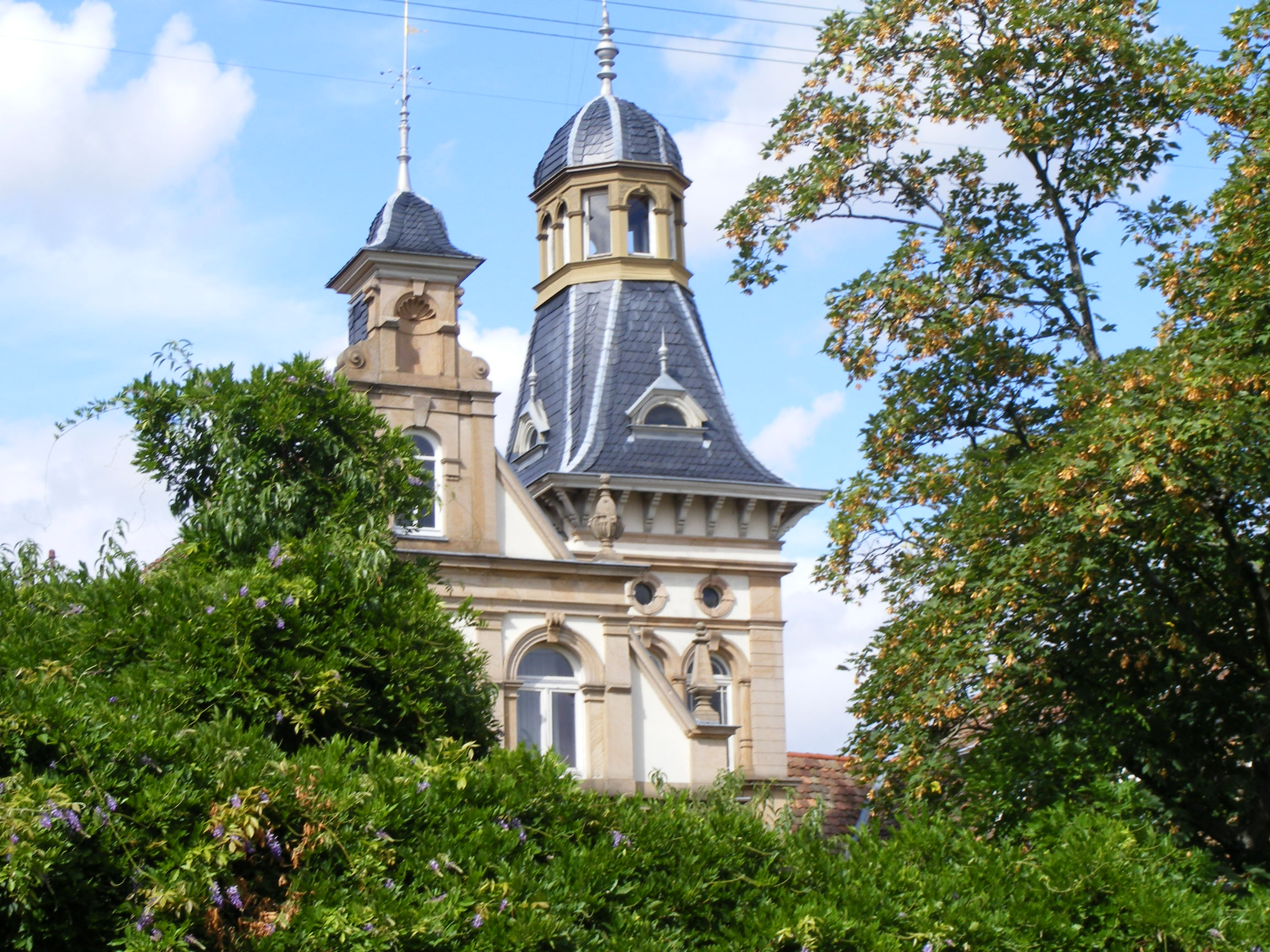
Loblocher Schlössel
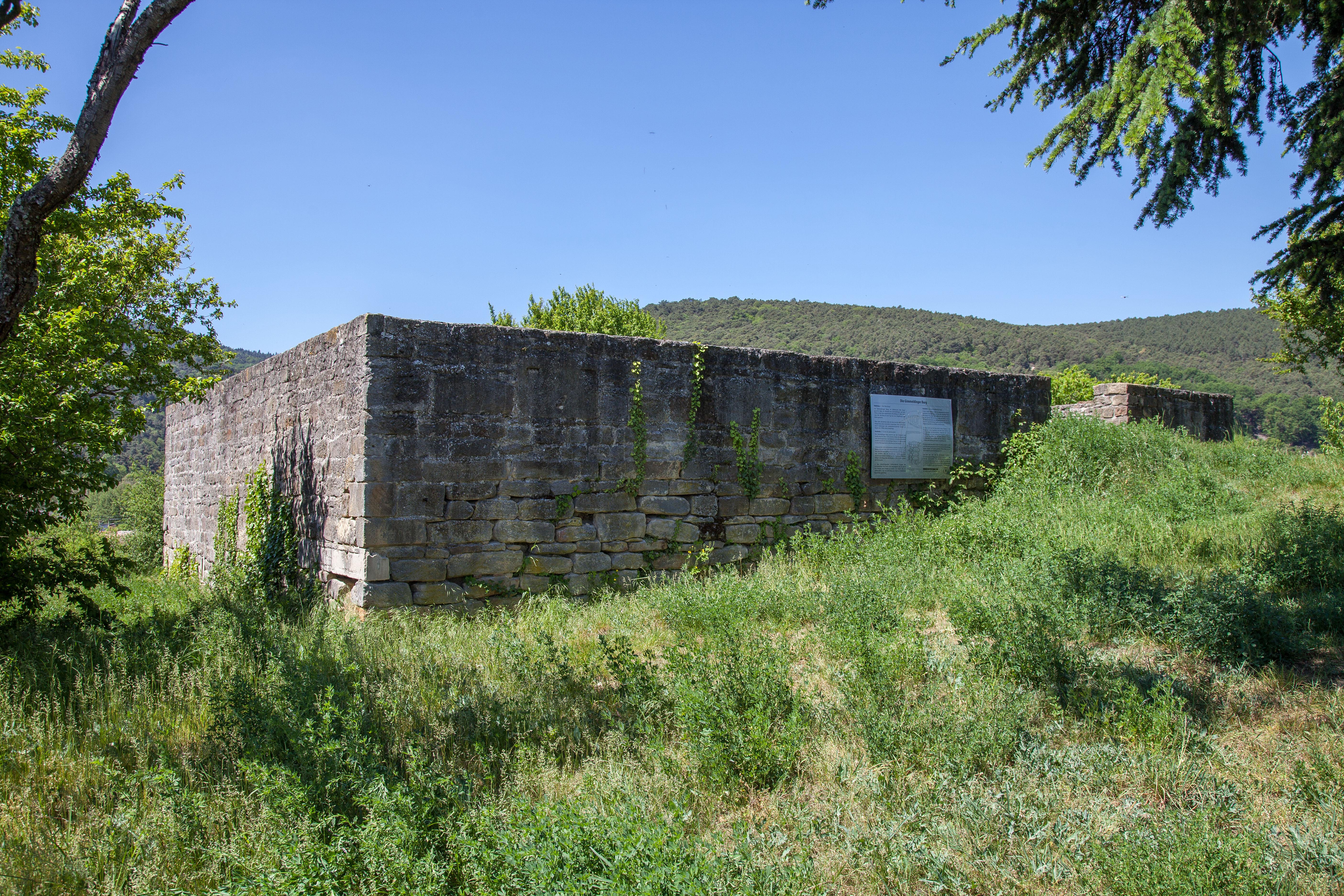
Alte Burg
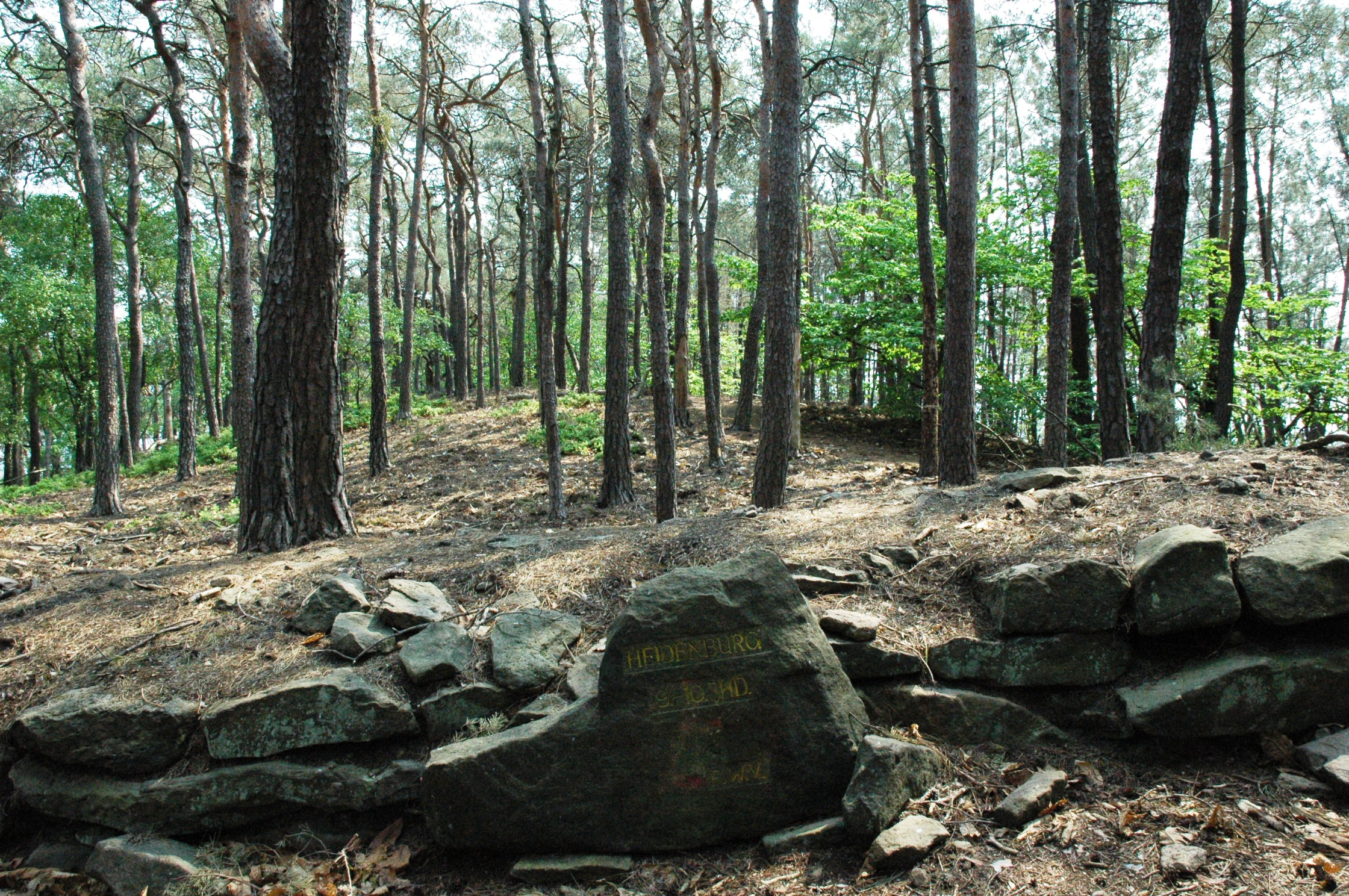
Heidenburg
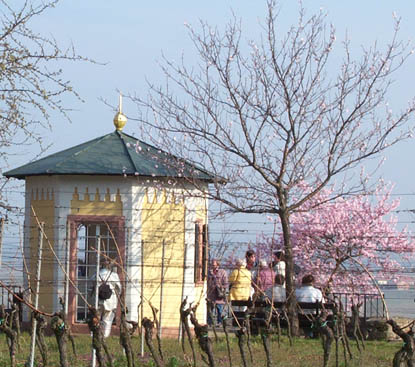
König-Ludwig-Pavillon

Der Ortskern und die Kurpfalzstraße sind jeweils als Denkmalzonen ausgewiesen. Darüber hinaus existieren zahlreiche Einzelobjekte, die als Kulturdenkmäler unter Schutz stehen:
Die protestantische Pfarrkirche in der Ortsmitte entstand vor 1160 aus einer kaum 10 m kleinen Saalkirche. 
Die kleine hochgotische Nikolauskirche mit ihrem noch älteren romanischen Turm liegt am Hang zwischen den parallelen Straßen Loblocher Straße (Eingangsseite, unten) und Kurpfalzstraße (oben). Sie war einst das katholische Gotteshaus von Lobloch. Ab etwa 1700 dem Verfall preisgegeben, wurde die Kirche von 1956 an restauriert, 1957 wieder neu geweiht und als katholische Filialkirche der Pfarrei Mußbach zugeordnet. Die drei Fenster im Altarbereich bestehen aus eindrucksvollen Buntglas-Mosaiken des Glasmalers Erhardt Klonk.
Eines der auffälligsten Gebäudeensembles in der Kurpfalzstraße ist das Loblocher Schlössel.
Die Alte Burg auf dem Kieselberg am Ostrand des früheren Ortskerns stammt aus der Salierzeit und wurde um das Jahr 1100 erbaut. Die bescheidenen Fundament- und Mauerreste lassen nur noch die Grundzüge der Anlage mit Turm und Palas erahnen.
Bei der Heidenburg handelt es sich um die Ruinen eines Ringwalls, der sich südwestlich des Gimmeldinger Siedlungsgebiets auf dem Nebelberg befindet und vermutlich aus dem 9./10. Jahrhundert stammt. Der Pfälzerwald-Verein hat die spärlichen Reste mit dem Ritterstein 257 markiert.
Auf dem Neuberg, einer Anhöhe im Nordwesten Gimmeldingens zu Königsbach hin, belegt ein großer Sandstein mit der Inschrift „Der Garten Deutschlands – die blühende Pfalz! Ludwig I. 1856“ die häufigen Besuche von König Ludwig I. von Bayern, der hier von einem achteckigen Gartenhäuschen aus gerne die Aussicht über die Rheinebene genoss. Das Gartenhäuschen heißt heute König-Ludwig-Pavillon.

### Natur
Innerhalb der Gemarkung befinden sich insgesamt drei Naturdenkmale, darunter der Loosenbrunnen. Darüber hinaus erstreckt sich das Naturschutzgebiet Haardtrand – Berggewanne über Gimmeldingen.

### Feste

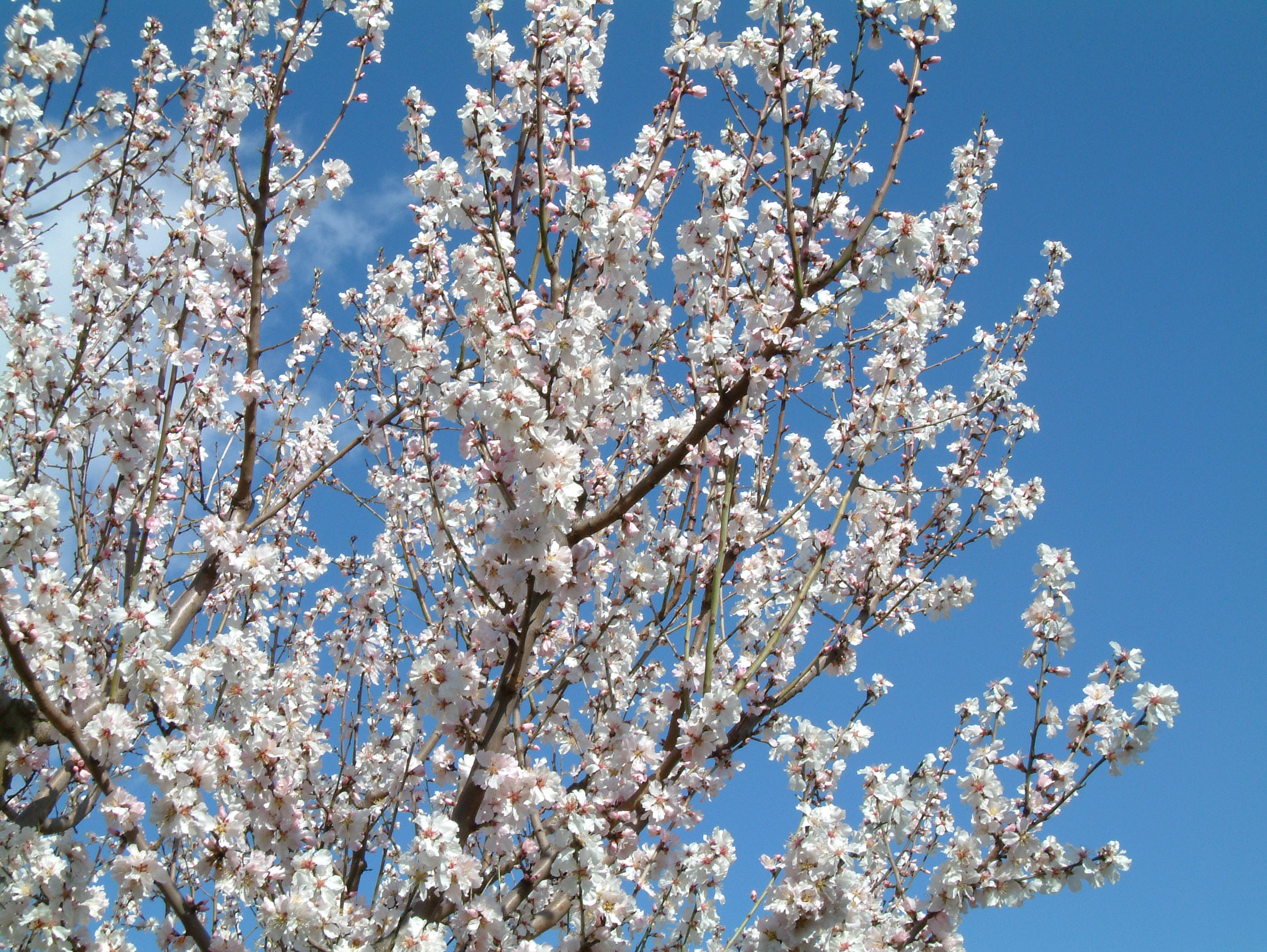
Blühender Mandelbaum

Wegen der engen Verflechtung mit Mußbach werden viele Veranstaltungen gemeinsam mit dem Nachbarort begangen. Feste mit Ursprung in Gimmeldingen sind:
Gimmeldinger Mandelblütenfest
Ab März taucht die frühe Mandelblüte Gimmeldingen in ein zartrosa Blütenmeer. Das Mandelblütenfest, bei dem Mandelblütenkönigin und Mandelblütenprinzessin gewählt werden, zieht alljährlich viele Menschen an, die das Erwachen der Natur nach dem Winter feiern wollen. Als eine der frühesten Veranstaltungen im Jahr gehört das Mandelblütenfest mittlerweile zu den großen Weinfesten der Region. Der genaue Termin (März/Anfang April) ist vom Eintritt der Mandelblüte abhängig und kann sich daher von Jahr zu Jahr verschieben.
Weitere Feste
Jedes Jahr zu Pfingsten wird der Loblocher Weinzehnt gefeiert. Der Termin für die Weinkerwe ist das dritte Augustwochenende. Im Oktober findet der Gimmeldinger Herbst statt.

### Sport
Westlich des Ortes, wo der Mußbach das Gebirge verlässt, befinden sich der Fußballplatz und die alte Sporthalle des TV Gimmeldingen. Gemeinsam mit dem Nachbarort Königsbach wird das nördlich von Gimmeldingen liegende Sportzentrum am Hildenbrandseck genutzt.

## Wirtschaft und Infrastruktur

### Wirtschaft
Landwirtschaft

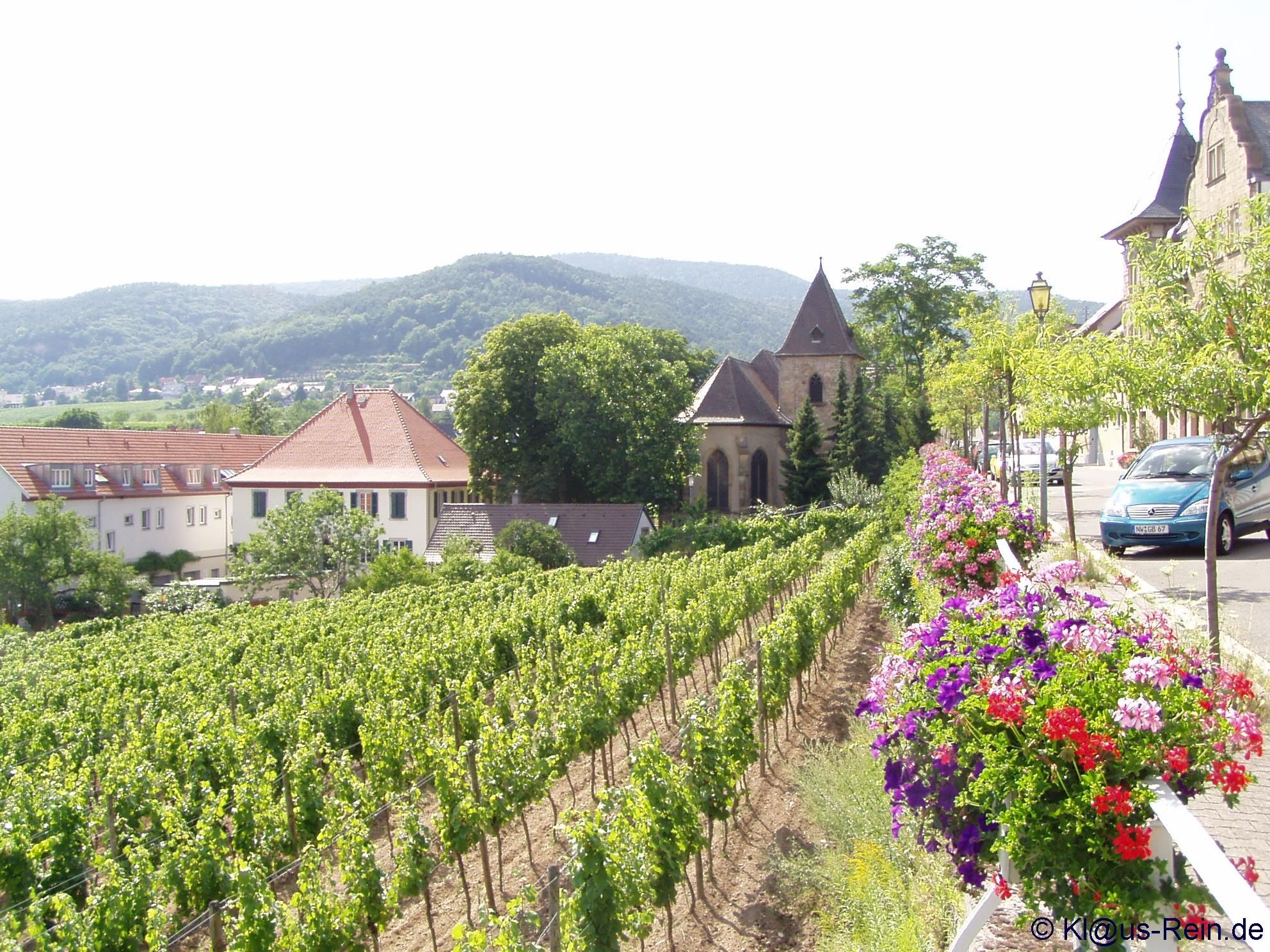
Weinberg innerhalb von Lobloch

Hauptzweig der Landwirtschaft ist der Weinbau, da die günstigen klimatischen Verhältnisse die Produktion hochwertiger Weine ermöglichen. Bekannteste Lage ist die Gimmeldinger Meerspinne, die mittlerweile von der Einzel- zur Großlage umgestuft wurde. Obwohl von Marketingleuten eine Kreuzspinne als Symbol eingeführt wurde, hat der Name nichts mit dem Gliedertier zu tun. Der Begriff leitet sich von der pfälzischen Mundartaussprache für einen Mehrspänner, einem Pferdefuhrwerk mit mehr als einem Pferd ab.
Weitere namhafte Gimmeldinger Weinlagen sind z. B. Mandelgarten, Schlössel Kapellenberg und Biengarten. Außer Weintrauben reifen im Freiland auch Mandeln, Esskastanien, Feigen und Zitrusfrüchte, Spargel wird ebenfalls angebaut.
In Gimmeldingen wird das Weingut Christmann betrieben, dessen Inhaber Steffen Christmann seit 2007 Präsident des Verbandes Deutscher Prädikatsweingüter (VDP) ist. Die Winzergenossenschaft Gimmeldingen ging 1972 in der Weinbiet Manufaktur auf.

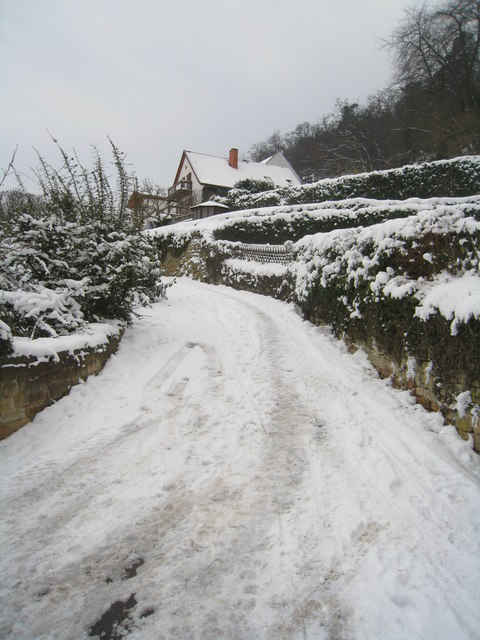
Steinbruchweg

Steinbruch
Der ehemalige Gemeindesteinbruch von Gimmeldingen war spätestens seit 1830 in Betrieb und wurde um 1960 endgültig aufgegeben. Eine nordostexponierte Wand, die 180 m breit und 20 m hoch ist und zahlreiche Längs- und Querklüfte aufweist, wurde 2007 in einem Gemeinschaftsprojekt der Stadt Neustadt, des Naturschutzes und regionaler Kletterer-Organisationen zum Klettergarten ausgebaut. Mit etwa 60 Kletterrouten (Wand-, Platten-, Riss- und Verschneidungskletterei vom 2. bis 9. Grad) ist die Anlage der größte Klettersteinbruch im Pfälzerwald. Dort befinden sich auch Infotafeln zur Geologie des Geländes. Wie überall am Ostrand des Pfälzerwalds handelt es sich um ursprünglich roten Sandstein, der gelblich ausgeblichen ist.
Mühlen
Im Mittelalter und bis weit in die Neuzeit wurden mit dem Wasser des Mußbachs im Gimmeldinger Tal zwölf Mühlen betrieben, davon sechs in Gimmeldingen. Alle Standorte sind heute über einen Mühlenwanderweg verbunden.

### Verkehr
Die überregionale Verkehrsanbindung Gimmeldingens erfolgt (durch Mußbach hindurch) über die Autobahn 65, Anschlussstelle 12 Neustadt-Nord, in die Richtungen Ludwigshafen am Rhein und Karlsruhe. Kleinräumige Verbindungsstraßen gibt es nach Neustadt sowie zu den benachbarten weiteren Ortsteilen Haardt und Königsbach.
Ein Anschluss an die Pfälzische Nordbahn Neustadt–Bad Dürkheim–Monsheim besteht in Mußbach nahe der Grenze zu Gimmeldingen.

### Tourismus
Neben der Landwirtschaft ist der Tourismus ein wichtiger Wirtschaftsfaktor geworden. Vor allem Winzerbetriebe bieten auch Zimmer an, die Gastronomie wirbt mit – teilweise gehobener – Pfälzer Küche.
Durch den Ort verlaufen der Pfälzer Mandelpfad und ein Wanderweg, der mit einem weiß-roten Balken markiert ist.

## Persönlichkeiten

### Ehrenbürger
- Peter Koch (1874–1956), Maler, Bürgermeister von Gimmeldingen

### Söhne des Ortes
- Johannes von Geissel (1796–1864): In der Gimmeldinger Annexe Lobloch geboren wurde der katholische Erzbischof von Köln (Amtszeit 1845–1864), Kardinal Johannes Baptist Jacob von Geissel. Gimmeldingen hat ihn mit einer Straßenwidmung im Loblocher Neubaugebiet geehrt, und in der Kurpfalzstraße (Nr. 182) oberhalb der Nikolauskirche steht noch sein Geburtshaus mit einer Hinweistafel.
- Heinrich Ebel (1849–1931) war Maler und Plastiker.
- Alfred Köhler (1883–1945) war Staatsanwalt und Richter in Kaiserslautern, am Volksgerichtshof und am OLG Stettin.
- Erich Stolleis (1906–1986) führte in Mußbach an der Grenze zu Gimmeldingen das Weingut Carl-Theodor-Hof und war in der Zeit des Nationalsozialismus Bürgermeister von Landau, dann Oberbürgermeister von Ludwigshafen. Sein Sohn war der Rechtshistoriker Michael Stolleis (1941–2021).
- Fritz Wiedemann (1920–1987), expressionistischer Maler und Bildhauer, eröffnete 1967 in Mußbach die Weinstube „Eselsburg“, die er mit selbstgefertigten skurrilen Steinskulpturen ausgestattet hatte.

### Personen, die vor Ort gewirkt haben
- Georg Dürrschmidt (* 1958), Politiker (CDU), wuchs in Gimmeldingen auf.
- Matthias Frey (* 1964), Politiker (FDP), wuchs in Gimmeldingen auf und ist Mitglied des Ortsbeirats. Seit Mai 2021 ist er Staatssekretär im Ministerium der Justiz in Mainz.
- Steffen Christmann (* 1965) wuchs in Gimmeldingen auf und betreibt hier das Familienweingut A. Christmann. Seit 2007 ist er Präsident des Verbandes der Deutschen Prädikatsweingüter (VDP).
- Susanne Nett (* 1974) war unter ihrem Mädchennamen Völker die 50. Deutsche Weinkönigin. Sie eröffnete zusammen mit ihrem Ehemann vor Ort ein Restaurant mit Landhotel.